# Гексакарбонилванадий
Гексакарбонилванадий — неорганическое соединение, комплекс металла ванадия и монооксида углерода с формулой V(СO)6, чёрные с зеленовато-синим оттенком кристаллы, не растворимые в воде.

## Получение
- Реакция хлорида ванадия(III) с монооксидом углерода в сероуглероде:

{\displaystyle {\mathsf {2VCl_{3}+12CO+5Mg\ {\xrightarrow {135^{o}C}}\ 2Mg[V(CO)_{6}]\downarrow +3MgCl_{2}}}}
{\displaystyle {\mathsf {Mg[V(CO)_{6}]+2HCl\ {\xrightarrow {}}\ V(CO)_{6}+MgCl_{2}+H_{2}\uparrow }}}

## Физические свойства
Гексакарбонилванадий образует чёрные с зеленовато-синим оттенком кристаллы  ромбической сингонии, пространственная группа P nma, параметры ячейки a = 1,1907 нм, b = 1,1221 нм, c = 0,6397 нм, Z = 4.
Не растворяется в воде, растворяется в диэтиловом эфире.

## Химические свойства
- Разлагается при нагревании в инертной атмосфере:

{\displaystyle {\mathsf {V(CO)_{6}\ {\xrightarrow {60-70^{o}C,N_{2}}}\ V+6CO}}}
- Реагирует с концентрированной горячей серной кислотой:

{\displaystyle {\mathsf {V(CO)_{6}+3H_{2}SO_{4}\ {\xrightarrow {90^{o}C}}\ VOSO_{4}+2SO_{2}\uparrow +6CO\uparrow +3H_{2}O}}}
- Окисляется кислородом:

{\displaystyle {\mathsf {2V(CO)_{6}+17O_{2}\ {\xrightarrow {150-200^{o}C}}\ 2V_{2}O_{5}+24CO_{2}}}}
- Реагирует с иодом в кипящем диэтиловом эфире:

{\displaystyle {\mathsf {2V(CO)_{6}+3I_{2}\ {\xrightarrow {35^{o}C}}\ 2VI_{3}+12CO\uparrow }}}
- Реагирует с водородом:

{\displaystyle {\mathsf {2V(CO)_{6}+H_{2}\ {\stackrel {\xrightarrow {0^{o}C}}{\xleftarrow[{\ \ \ }]{}}}\ 2H[V(CO)_{6}]}}}
- Реагирует с щелочными металлами:

{\displaystyle {\mathsf {V(CO)_{6}+Na\ {\xrightarrow {}}\ Na[V(CO)_{6}]}}}